# Ferencz Jüttner
Ferencz Jüttner (* 28. Februar 1878 in Berlin; † 20. Januar 1958 in Landshut) war ein deutscher Physiker.
Nach dem Abitur am König-Wilhelms-Gymnasium zu Breslau studierte Jüttner an der Universität von Breslau von 1897 bis 1901 Mathematik, Physik und Chemie und schloss sich Richard Abegg an, bei dem er 1901 in physikalischer Chemie promoviert wurde. 1901 machte er sein Staatsexamen und war ab 1904 Studienrat in Breslau. 1921 habilitierte er sich als Privatdozent für Theoretische Physik bei Erwin Schrödinger mit einer Arbeit über die Theorie des Elektrons. 1928 wurde er zum außerordentlichen Professor an der Universität Breslau ernannt. 1937 ließ er sich als Studienrat pensionieren, um sich ganz auf die Tätigkeit an der Universität zu konzentrieren, die er bis 1945 ausübte. Im Zuge von Flucht und Vertreibung nach dem Zweiten Weltkrieg ging er 1945 nach Landshut.
Jüttner forschte über die Konsequenzen der speziellen und allgemeinen Relativitätstheorie, insbesondere für die Gastheorie und Stoßtheorie. Er ist Namensgeber für die Maxwell-Jüttner-Verteilung, die die Geschwindigkeitsverteilung eines ein-atomigen relativistischen Gases beschreibt.